# هانس كجيلد راسموسن
هانس كجيلد راسموسن (بالدنماركية: Kjeld Rasmussen)‏ هو لاعب رماية دنماركي، ولد في 10 نوفمبر 1954 في غلوستروب في الدنمارك.

## وصلات خارجية
- هانس كجيلد راسموسن على موقع الاتحاد الدولي (الإنجليزية)
- هانس كجيلد راسموسن على موقع أوليمبيديا (الإنجليزية)